# Baderbach (Liebochbach)
Der Baderbach ist ein fast 0,8 Kilometer langer linker Nebenfluss des Liebochbaches in der Steiermark. Er entspringt nordöstlich des Hauptortes von Stiwoll und mündet nördlich davon, in der Nähe der L336, in den Liebochbach.